# Phobetes nigriceps
Phobetes nigriceps är en stekelart som först beskrevs av Johann Ludwig Christian Gravenhorst 1829.  Phobetes nigriceps ingår i släktet Phobetes och familjen brokparasitsteklar. Arten är reproducerande i Sverige. Inga underarter finns listade i Catalogue of Life.